# Роман Антиохийский
Рома́н (др.-греч. Ῥωμανὸς; середина IV века — V век) — христианский подвижник, сирийский пустынник, преподобный.
Сведения о жизни Романа сообщает Феодорит Кирский в 11 главе своей книги «История боголюбцев». Роман родился и получил воспитание в Киликийском городе Росс (др.-греч. Ῥῶσός). После этого Роман отправился в Антиохию, где поселился и прожил всё время жизни вне городских стен, в чужом и притом очень тесном жилище. Роман до самой старости никогда не пользовался огнём и не употреблял светильников. Пищей его были только хлеб и соль, а пил он только ключевую воду. Роман подражал Феодосию. Подвижник не стриг волосы, их длина была до его ног; впоследствии волосы стали еще более длинные, из-за чего он и обвязывал ими свои бёдра. Как Феодосий он носил такую же одежду — власяницу и вериги. Как сообщает Феодорит, Роман отличался кротостью нрава, простотой и скромностью своего образа мыслей. Приходящие к Роману люди получали от него духовное наставление. Феодорит Кирский пишет о даре чудотворения — подвижник часто исцелял самые жестокие болезни и вылечил многих женщин от бесплодия. В греческих церквях преподобный называется: др.-греч. Ρωμανός ο Κίλικας ο θαυματουργός — Роман Киликийский Чудотворец.